# Der Zürich-Krimi: Borchert und die Macht der Gewohnheit
Borchert und die Macht der Gewohnheit ist ein Fernsehfilm aus der Kriminalfilmreihe Der Zürich-Krimi aus dem Jahr 2018. Er wurde im Auftrag von ARD Degeto für Das Erste produziert. Die 4. Folge der Filmreihe wurde am 15. Februar 2018 erstgesendet.

## Handlung
Um an Geld zu kommen, beschließen die Jugendlichen Tim und Robin bei Bauunternehmer Hubert Thalmann einzubrechen. Erschrocken stellen sie in der Villa fest, dass der Mann ermordet in der Wohnung liegt. Sie fliehen vom Tatort und streiten sich darüber, ob sie die Polizei informieren sollen. Während Robin Angst vor den Konsequenzen hat, geht Tim tags darauf zur Polizei und stellt sich. 
Der Anwalt Thomas Borchert und dessen Vorgesetzte Dominique Kuster vertreten den Jugendlichen in allen nachfolgenden Komplikationen. Borchert und Kuster glauben an seine Unschuld, zumal er seinen Freund und Komplizen Robin nicht verraten will, obwohl dieser ihm bestätigen könnte, dass Thalmann bei ihrem Eintreffen bereits tot war. Da Kommissar Marco Furrer nicht davon zu überzeugen ist, dass Tim unschuldig ist, beginnt Anwalt Borchert nach Robin zu suchen. Das gelingt ihm sehr schnell und die Jugendlichen machen unabhängig voneinander ihre Aussagen, was Borchert weiterhin von der Unschuld der beiden überzeugt. Um das aber beweisen zu können, sucht er selbst nach dem Mörder und dem Tatmotiv. So wie es sich darstellt, war das Verhältnis des Opfers zu seinem Sohn nicht sehr gut. Borchert traut dem Jungen allerdings keinen so eiskalten Mord zu, seiner Mutter dagegen schon eher.
Die Polizei sichert am Tatort auch Fingerabdrücke einer weiblichen Person, was Tim dazu veranlasst, seinem Anwalt zu gestehen, dass sie sich Thalbachs Villa nicht zufällig ausgesucht hätten. Tims Freundin arbeitet als Escortgirl und so wusste er, dass Thalmann an diesem Abend beschäftigt sein würde. Saskia Maiser kann jedoch nicht mehr befragt werden, denn auch sie wurde gerade tot aufgefunden.
Im Zuge von Borcherts Ermittlung deutet alles darauf hin, dass Thalmanns berufliche Aktivitäten und Korruption der Grund für seinen Tod sein dürften. Als Dominique Kuster dafür einen Beweis sichern kann, wird auf sie ein Anschlag verübt. Damit nicht genug, wird Borcherts Hauptverdächtiger, Thalmanns Sohn, erhängt aufgefunden. Der Anwalt warnt jedoch den Kommissar, dies so einfach als Schuldeingeständnis zu werten. Der Fall nimmt eine Wendung, als Tim sich bei Borchert bedanken will und dieser dabei dessen Springmesser entdeckt, dass Tim angeblich verloren hatte. Er stellt ihn zur Rede und so gesteht Tim, dass er schon vor dem geplanten Einbruch in der Villa war und Thalmann noch mit Saskia im Haus war. Thalmann bedrohte Tim mit einer Waffe, woraufhin er ihn mit seinem Messer niedergestochen habe. Da Saskia hysterisch zu schreien begann, habe er ihr den Mund zugehalten, wobei sie erstickt sei. Um seine Spuren zu verwischen, sei er dann noch einmal mit Robin zum Tatort zurück. Tim ist davon überzeugt, dass Borchert, als sein Anwalt, über sein Geständnis schweigen muss. Als er dies mit der Begründung verweigert, ihm fehle im Moment die Anwaltszulassung, sticht Tim Borchert nieder, der sich jedoch wehrt, wobei am Ende Tim sein Leben verliert.
Der Tod von Bernard Thalmann, der nach dem Tod seines Bruders dessen Firma allein weiterführte, begründet sich in einer Firmenspionage, in die er verwickelt war. Aufgrund der polizeilichen Ermittlungen drohte dies aufzufliegen, was letztendlich zu dessen Freitod führte.

## Hintergrund
Der Film wurde vom 19. April 2017 bis zum 18. Juni 2017 an Schauplätzen in Zürich sowie in der tschechischen Hauptstadt Prag gedreht.

## Kritik
Tilmann P. Gangloff schrieb für Tittelbach.tv: „‚Borchert und die Macht der Gewohnheit‘ ist […] ein in vielerlei Hinsicht üblicher TV-Krimi mit kleinen Ärgernissen. Die Geschichte ist jedoch ziemlich clever.“ „Die Bildgestaltung ist zwar erneut ausgezeichnet und aufwändig, aber Richter lässt diesmal einige Kleinigkeiten zu, die die Episode wie einen durchschnittlichen Fernsehkrimi wirken lassen. Gleich mehrfach muss Borchert erläutern, was er gerade tut oder was gleich passieren wird; solche Sätze gelten stets dem Publikum. Die Stippvisiten seiner Freundin (Angela Roy) haben dagegen überhaupt keinen Bezug zur Handlung; ihre regelmäßigen Besuche sind offenbar bloß ein Vorwand, damit sie am Schluss rechtzeitig auftauchen und dem Anwalt das Leben retten kann.“
Die Kritiker der Fernsehzeitschrift TV Spielfilm urteilten: „Auch wenn der Fall Überraschungen parat hält, nervt Borcherts ewiger Wissensvorsprung.“ Sie fanden Borchert und die Macht der Gewohnheit „inszenatorisch okay, aber wo bleibt Zürich?“ und bewerteten den Film mit dem Daumen zur Seite.
Sydney Schering von quotenmeter.de wertete: „Der vierte Zürich-Krimi ist nach dem schwachen dritten Teil der Reihe leider kein qualitativer Aufstieg.“ „Ein wiederkehrendes Element, das diesem ‚Zürich-Krimi‘ Sand ins Getriebe streut, sind die unnatürlichen Expositionsdialoge und -selbstgespräche: In hoher Schlagzahl knurrt Borchert vor sich hin, was er gerade tut – ohne jeglichen glaubwürdigen Anlass. So scheinen die Autoren sicherstellen zu wollen, dass das Fernsehpublikum definitiv mit der Handlung mitkommt und genau versteht, was gerade vor sich geht. Dies ist noch klobiger als die Versuche, der Figur Humor abzuringen, wobei Kohlund mit der schroff-charmanten Selbstverständlichkeit, die er ausstrahlt, solche Slapstickmomente wie seine Krawattenmissgeschicke überraschend würdevoll über sich ergehen lässt.“